# Supererogation
Supererogation (von lateinisch super „über“, „oberhalb“ und erogare „verteilen“, „spenden“) bezeichnet in der Ethik Handlungen, mit denen jemand mehr tut, als seine Pflicht verlangt.

## Theologie
Der Begriff Supererogation stammt aus der christlichen Theologie. Den Ausgangspunkt bildet das Gleichnis vom barmherzigen Samariter (Lukas 10, 25–37). Dort liegt der über die Pflicht hinausgehende Teil der Handlung des Samariters vor allem darin, dass er dem Wirt verspricht, sogar noch für dessen weitere Kosten aufzukommen:
Am nächsten Tag zog er zwei Silbergroschen heraus, gab sie dem Wirt und sprach: Pflege ihn; und wenn du mehr ausgibst [quodcumque supererogaveris], will ich dir's bezahlen, wenn ich wiederkomme. (Lukas 10, 35)
Von dieser Formulierung der lateinischen Bibel (Vulgata) ausgehend wurde in der Theologie der Begriff opera supererogationis („überpflichtmäßige“ oder „übergebührliche Werke“) geprägt. Die Kirchenschriftsteller der patristischen Epoche unterschieden seit Tertullian zwischen den im göttlichen Gesetz festgelegten Vorschriften (praecepta) und den Ratschlägen (consilia) im Neuen Testament. Unter den Ratschlägen verstand man die evangelischen Räte, mit denen ein Leben in Armut und Ehelosigkeit (Keuschheit) empfohlen wird. Die Befolgung dieser Ratschläge wurde als Vollbringung supererogatorischer Werke verstanden. Auch die Praktizierung einer besonders strengen Askese und besondere Frömmigkeitsübungen zählten dazu. Solches Handeln diente ebenso wie die Einhaltung der allgemein verbindlichen Gebote der Vermeidung von Sünden. Überdies wollte man sich durch die Befolgung der Ratschläge Verdienste erwerben und damit die Aussicht auf Erlangung der ewigen Seligkeit verbessern.
In der mittelalterlichen Scholastik wurde die Lehre von der Supererogation systematisch ausgearbeitet, besonders von Thomas von Aquin. Thomas war der Meinung, viele Christen, besonders die Heiligen und Märtyrer, hätten freiwillig weit mehr geleistet als das, wozu sie durch die göttliche Gesetzgebung verpflichtet waren. Durch diese Supererogation hätten sie einen großen Überschuss an Verdiensten erwirtschaftet, der nicht ihnen, sondern der Kirche in ihrer Gesamtheit zukomme. Dieses Guthaben sei nun gemeinsamer Besitz der Gesamtmenge der Gläubigen (communia multitudinis) und könne daher nach dem Ermessen dessen, welcher dieser Menge vorsteht, unter den Gläubigen verteilt werden. Im Sinne eines solchen Gemeinschaftsverständnisses vertrat Thomas die Ansicht, einem Schuldigen könne ein Strafnachlass (remissio poenae) gewährt werden, wenn ein anderer stellvertretend für ihn Genugtuung leiste. Auf der Basis solcher Gedankengänge diente die Vorstellung von dem durch supererogatorische Leistungen geschaffenen kollektiven Guthaben als Begründung für den Strafnachlass, der im Rahmen des kirchlichen Ablasswesens gewährt wurde.
Im Zeitalter der Reformation wurde die Supererogation zu einem wesentlichen Differenz- und Streitpunkt zwischen Katholiken und Reformierten. Die evangelische Theologie lehnt seit Luthers Kritik am Mönchtum in der Schrift De votis monasticis (1521) die Vorstellung, dass es supererogatorische Handlungen gebe, prinzipiell ab. Insbesondere die Idee, man könne sich mit solchen Handlungen vor Gott ein Verdienst erwerben, wird wegen ihrer Unvereinbarkeit mit dem Prinzip Sola gratia scharf bekämpft. Außerdem sehen die evangelischen Theologen darin eine Abschwächung des verpflichtenden Charakters der göttlichen Gebote.
Die Anglikanische Kirche teilt diesbezüglich die evangelische Auffassung. Sie verurteilt seit dem 16. Jahrhundert im vierzehnten ihrer neununddreißig Artikel die Lehre von der Supererogation: Von den überverdienstlichen Werken. Freiwillige Werke neben und über den Geboten Gottes, die man überverdienstliche Werke nennt, können nicht ohne Anmaßung und Gottlosigkeit behauptet werden. Denn dadurch erklären die Menschen, dass sie Gott nicht nur das geben, wozu sie verpflichtet sind, sondern um seinetwillen mehr tun, als sie schuldig sind, wogegen Christus doch deutlich spricht: „Wenn ihr alles getan habt, was euch befohlen ist, so sprechet: Wir sind unnütze Knechte. (Lk 17,10 )“.

## Philosophie
Immanuel Kant ist der Auffassung, dass jede gute Handlung nur die Erfüllung einer Pflicht sei, die dem Handelnden obliege. Zwar besteht bei Kant eine Rangordnung der Pflichten, so dass die Erfüllung einer Pflicht unterbleiben kann, wenn diese Pflicht durch eine andere eingeschränkt wird, doch ist auch dann alles sittlich relevante Handeln eine Form von Pflichterfüllung; jede Handlung, die nicht aus Pflicht vollzogen wird, ist in sittlicher Hinsicht gleichgültig. Daher gibt es für Kant keine supererogatorischen Handlungen, wenn diese so definiert sind, dass sie gut, aber nicht Pflicht sind. Dennoch haben Theoretiker der Ethik versucht, Kants Ethik mit der Vorstellung der Supererogation in Einklang zu bringen.
In manchen Versionen des Utilitarismus, wie z. B. im sog. "Aktutilitarismus", gilt der Grundsatz, dass stets diejenige Handlung (bzw. derjenige Akt), welche(r) die Gesamtsumme des Nutzen aller Personen maximiert, geboten ist. Daher fällt in rein akt-utilitaristischen Modellen die Unterscheidung zwischen pflichtmäßig Gebotenem und Supererogatorischem weg, jedoch ist diese Unterscheidung bei ganz klassischen Regelutilitaristen (wie z. B. John Stuart Mill), welche nicht meinen, dass stets derjenige Akt, welcher die Gesamtmenge des Nutzens aller maximiert, geboten ist, aber wohl meinen, dass stets diejenige Regel zu befolgen ist, deren Befolgung die Gesamtmenge des Nutzens aller maximiert, zu finden; z. B. in der Unterscheidung zwischen "vollkommenen" und "unvollkommenen Pflichten".